# Mullsjö
Mullsjö ist ein Ort (tätort) in der schwedischen Provinz Jönköpings län und der historischen Provinz Västergötland. Er ist zugleich Hauptort der gleichnamigen Gemeinde.
Der Ort liegt am Nordufer des Sees Mullsjön, der dem Ort auch seinen Namen gab. Ein kleiner Teil des Ortes liegt auf dem Territorium der östlich benachbarten Gemeinde Habo (2 Einwohner auf 2 Hektar, Stand 2015).
Erstmals erwähnt wurde der See 1481 als Mulsiøø, wobei der Namensursprung unbekannt ist.

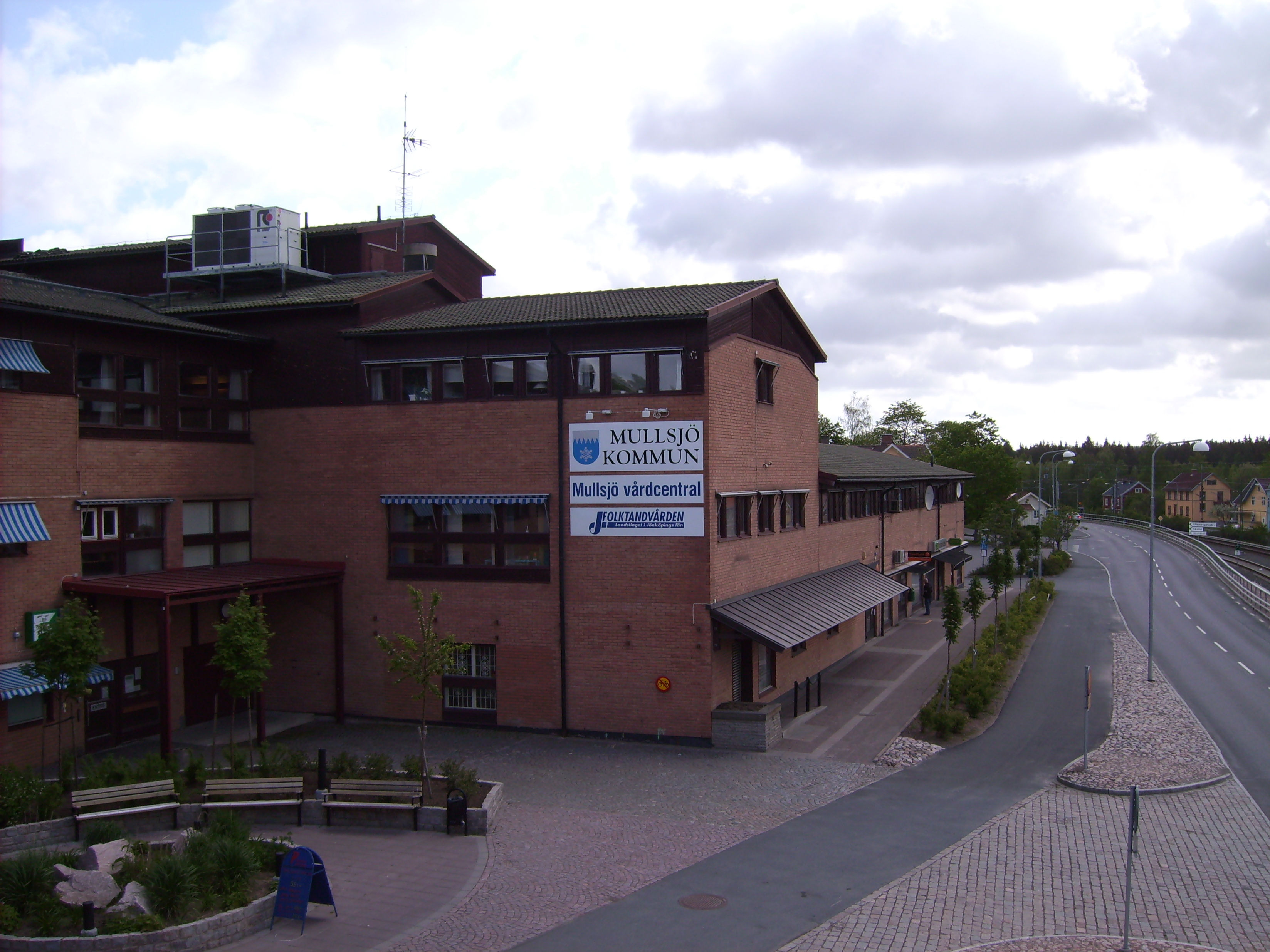
Mullsjö Gemeindeverwaltung im Mai 2007

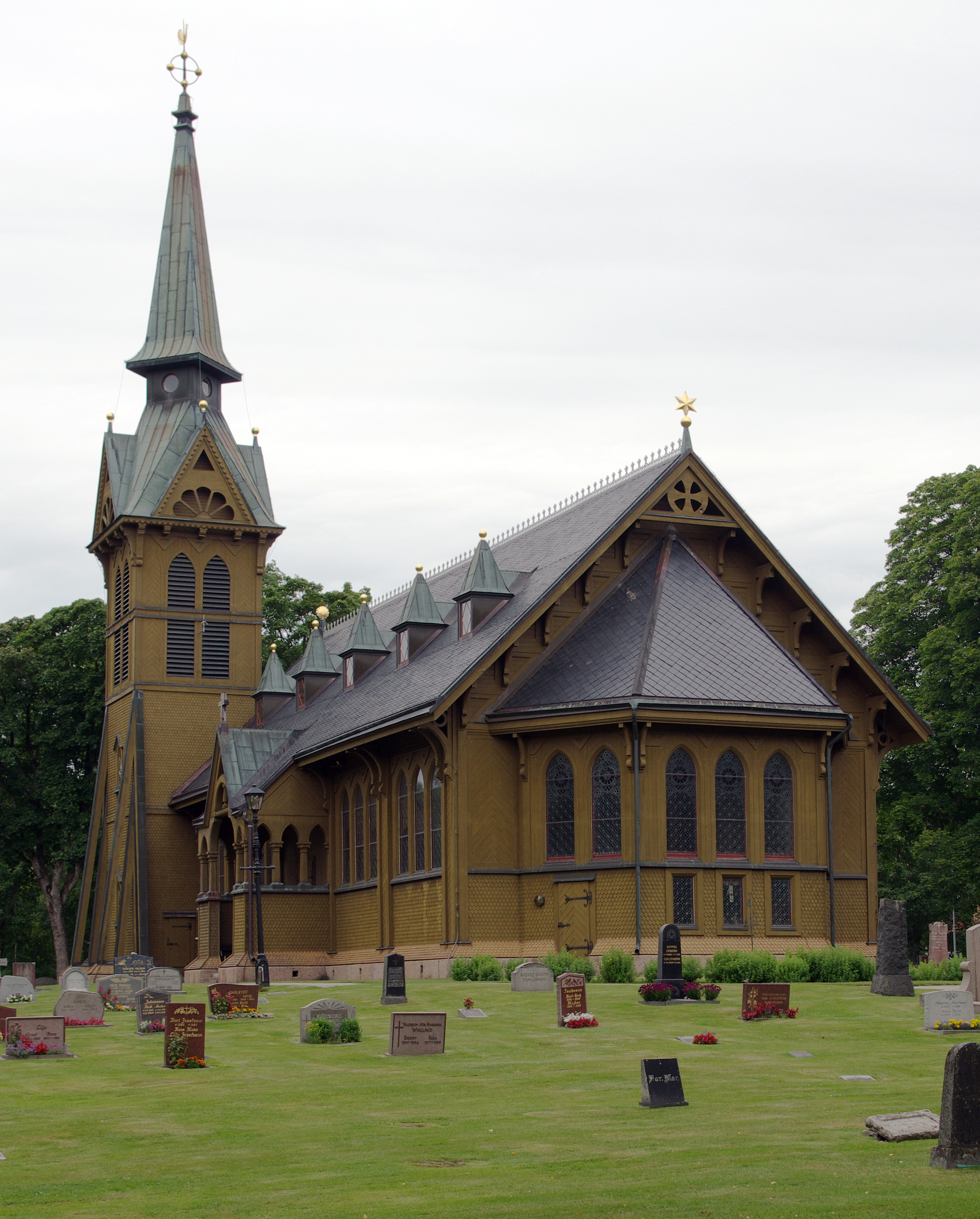
Nykyrka Kirche

## Ortsbeschreibung
Mullsjö besteht aus den Wohngebieten Bosebygd, Sjöryd, Havstenshult, Fisket, Torestorp, Gunnarsbo und dem Industriegebiet Gyllenfors. In Mullsjö gibt es eine  starke Industrie mit Kongsberg Automotive als größtem Arbeitgeber.

## Verkehr
Mullsjö liegt am Riksväg 26/47 und hat einen Bahnhof an der Bahnstrecke Jönköpingsbanan (Nässjö-Falköping), welcher Mitte der 2000er Jahre zum Reisezentrum ausgebaut wurde.

## Sport und Kultur

### Sport
In Mullsjö gibt es den Innebandyverein Mullsjö AIS, deren Männermannschaft in der schwedischen Superliga spielt.
Außerdem gibt es den Ski- und Orientierungslaufverein Mullsjö SOK, den Mullsjö Alpinski-Verein (MAS), sowie den Fußballverein Mullsjö IF.
Mullsjö SOK betreibt im Stadtgebiet eine für die Öffentlichkeit kostenlos nutzbare Skiloipe mit verschieden langen Strecken. Diese können künstlich beschneit und bei Dunkelheit beleuchtet werden.
In Mullsjö gibt es eine Schwimmhalle mit Nichtschwimmerbecken, Sprungturm und Sauna.
Am südlichen Ufer des Mullsjön, in der Nähe des „Mullsjö Hotell“ befindet sich ein Badeplatz, ebenfalls mit Sprungturm.

### Sehenswürdigkeiten
- Ryfors: das Handwerks- und Industriemuseum (Ryfors bruk), der Englische Park mit Herrenhaus und historischer Bowlingbahn, der sog. „Alte Wald“ sowie der Golfplatz
- Das Holzfigurenmuseum[4]

## Persönlichkeiten
- Thore Gustaf Halle (1884–1964), Paläobotaniker und Geologe